# 重源

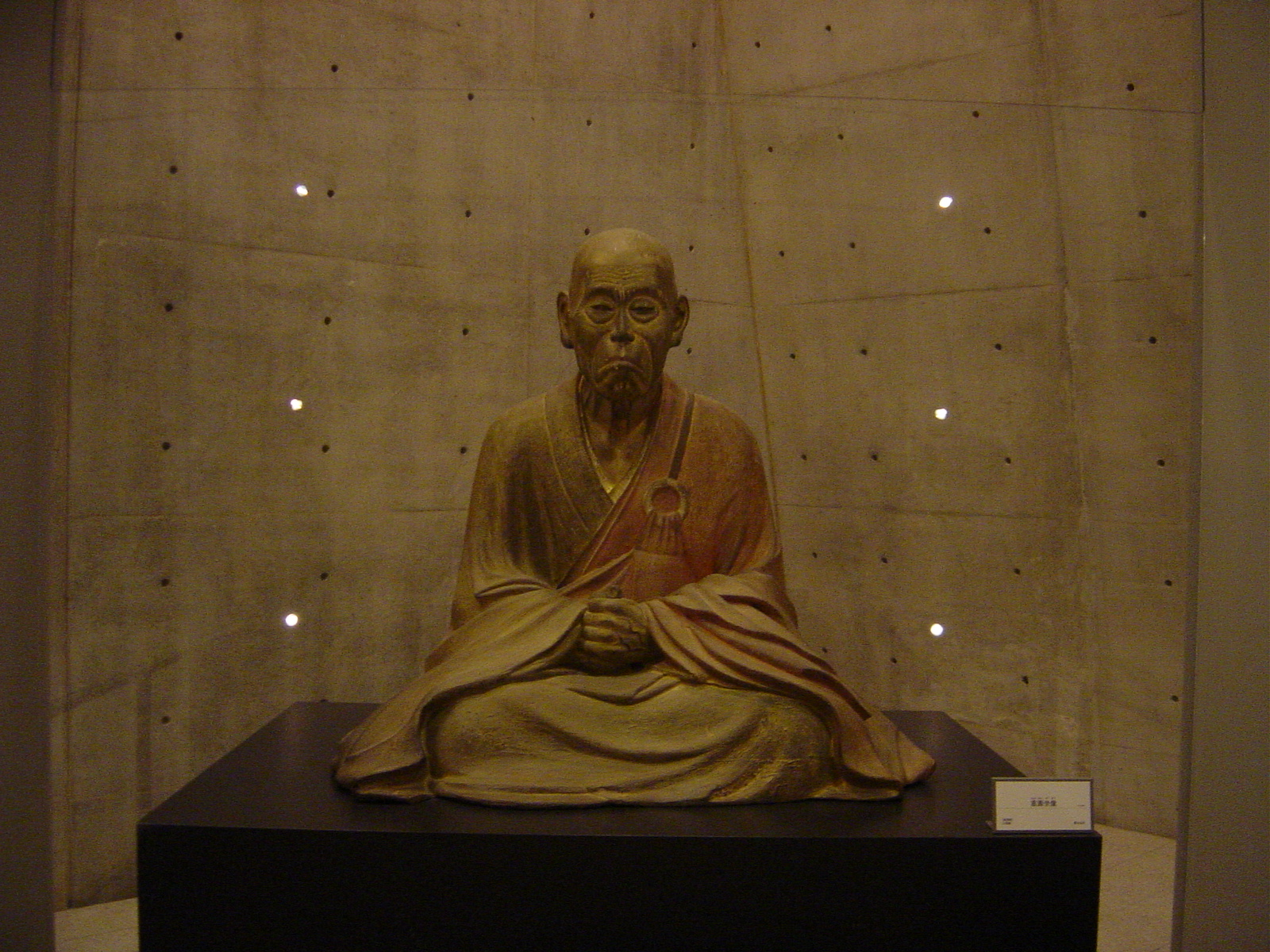
俊乗房重源上人坐像のレプリカ（大阪府立狭山池博物館所蔵。原品は新大仏寺所蔵で重要文化財）

重源（ちょうげん、保安2年（1121年）- 建永元年6月5日（1206年7月12日））は、中世初期（平安時代末期から鎌倉時代）の日本の僧。房号は俊乗房（しゅんじょうぼう、俊乗坊とも記す）。
東大寺大勧進職として、源平の争乱で焼失した東大寺の復興を果たした。

## 出自と経歴
長承2年（1133年）、真言宗の醍醐寺に入り、出家する。のち、浄土宗の開祖・法然に浄土教を学ぶ。大峯、熊野、御嶽、葛城など各地で険しい山谷を歩き修行をする。
重源は自ら「入唐三度聖人」と称したように中国（南宋）を3度訪れた入宋僧だった。重源の入宋は日宋貿易とともに日本僧の渡海が活発になった時期に当たり、仁安3年（1168年）に栄西とともに帰国した記録がある。宋での重源の目的地は華北の五台山だったが、当地は金の支配下にあったため断念し、宋人の勧進の誘いに従って天台山国清寺と阿育王寺に参詣した。舎利信仰の聖地として当時日本にも知られていた阿育王寺には、伽藍修造などの理財管理に長けた妙智従廊という禅僧がおり、重源もその勧進を請け負った。帰国後の重源は舎利殿建立事業の勧進を通して、平氏や後白河法皇と提携関係を持つようになる。
重源は舎利殿建立事業に取り組む過程で博多周辺の木材事情に通じるようになった。承安元年（1171年）ごろに建立が始まった博多の誓願寺の本尊を制作する際に、重源は周防国徳地から用材を調達している。
東大寺は治承4年（1180年）、平重衡の南都焼討によって伽藍の大部分を焼失。大仏殿は数日にわたって燃え続け、大仏（盧舎那仏像）もほとんどが熔け落ちた。
養和元年（1181年）、重源は被害状況を視察に来た後白河法皇の使者である藤原行隆に東大寺再建を進言し、それに賛意を示した行隆の推挙を受けて東大寺勧進職に就いた。当時、重源は齢61であった。

## 東大寺大勧進職

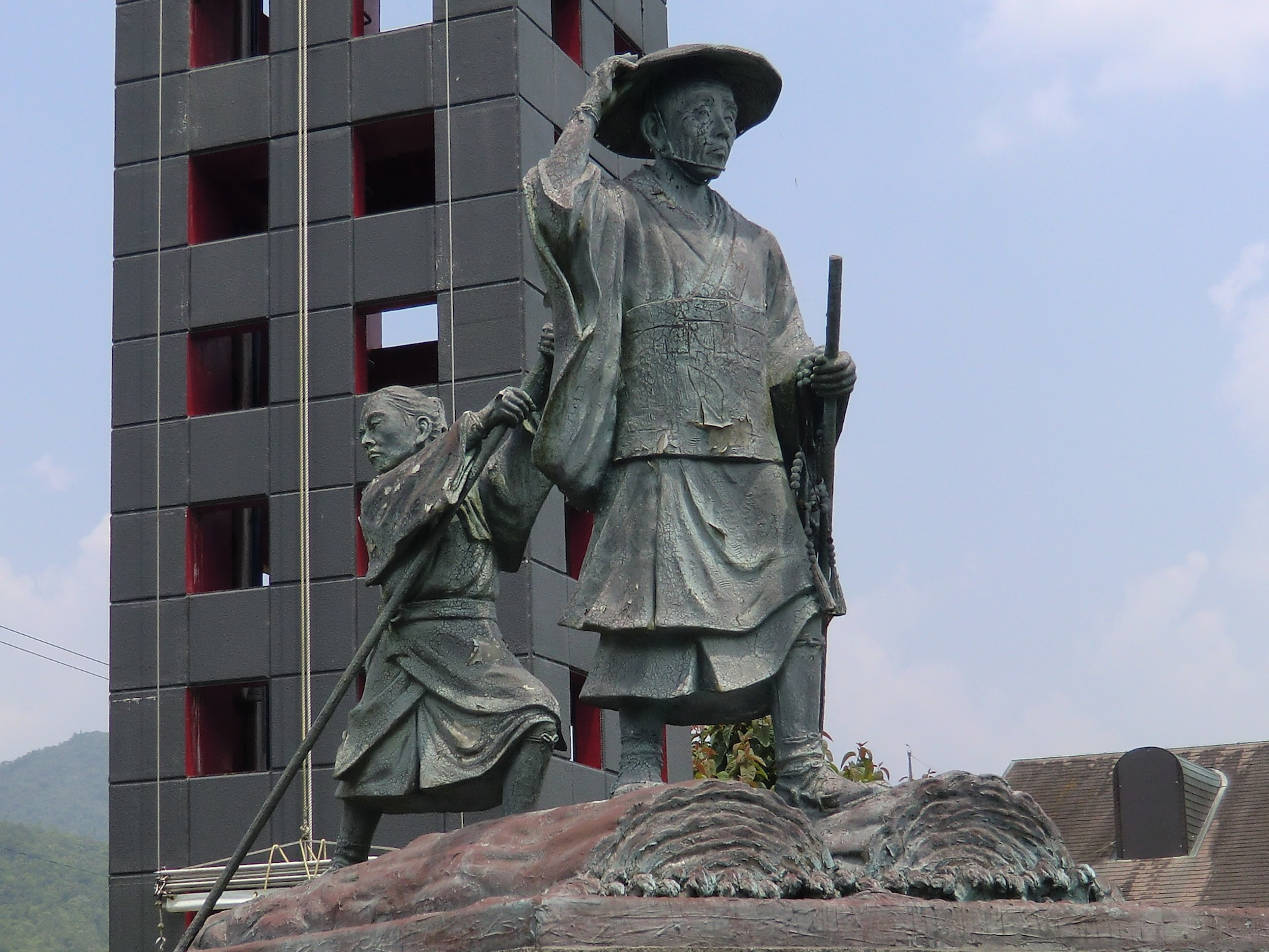
周防国佐波川で、切り出した材木の運搬を指揮する重源上人の像（山口県山口市徳地）

東大寺の再建には財政的・技術的に多大な困難があった。周防国の税収を再建費用に当てることが許されたが、重源自らも勧進聖や勧進僧、土木建築や美術装飾に関わる技術者・職人を集めて組織し、勧進活動によって再興に必要な資金を集め、それを元手に技術者や職人が実際の再建事業に従事した。また、重源自身も京の後白河法皇や九条兼実、鎌倉の源頼朝などに浄財寄付を依頼し、それに成功している。
重源自らも中国で建設技術・建築術を習得したといわれ、中国の技術者・陳和卿の協力を得て職人を指導した。自ら巨木を求めて周防国の杣（材木を切り出す山）に入り、佐波川上流の山奥（現在の滑山国有林付近）から道を切開き、川に堰を設けるなどして長さ13丈（39m）・直径5尺3寸（1.6m）もの巨大な木材を奈良まで運び出したという。また、前述の阿育王寺の舎利殿の再建の為に周防の木材の一部を中国にも送っている（当時の中国（宋）の山林は荒廃し、木材は貴重品であった）。更に伊賀・紀伊・周防・備中・播磨・摂津に別所を築き、信仰と造営事業の拠点とした。
途中、いくつもの課題もあった。大きな問題に大仏殿の次にどの施設を再興するかという点で塔頭を再建したい重源と僧たちの住まいである僧房すら失っていた大衆たちとの間に意見対立があり、重源はその調整に苦慮している。なお、重源は東大寺再建に際し、西行に奥羽への砂金勧進を依頼している。更に東大寺再建のためには時には強引な手法も用いた。建久3年9月播磨国大部荘にて荘園経営の拠点となる別所（浄土寺）を造営した時及び周防国阿弥陀寺にて湯施行の施設を整備した時に関係者より勧進およびその関連事業への協力への誓約を取り付けたが、その際に協力の約束を違えれば現世では「白癩黒癩（重度の皮膚病）」の身を受け、来世では「無間地獄」に堕ちて脱出の期はないという恫喝的な文言を示している。また、文治2年7月から閏7月にかけての大仏の発光現象など大仏再建前後に発生した霊験譚を重源あるいはその側近たちによる創作・演出とする見方もある。
こうした幾多の困難を克服して、重源と彼が組織した人々の働きによって東大寺は再建された。文治元年8月28日（1185年9月23日）には大仏の開眼供養が行われ、建久6年（1195年）には大仏殿を再建し、建仁3年（1203年）に総供養を行っている。
以上の功績から重源は大和尚の称号を贈られている。また東大寺では毎年春の修二会（お水取り）の際、過去帳読踊において重源は「造東大寺勧進大和尚位南無阿弥陀仏」と文字数も長く読み上げられ、功績が際立って大きかったことが示されている。
重源の死後は、臨済宗の開祖として知られる栄西が東大寺大勧進職を継いだ。
東大寺には重源を祀った俊乗堂があり、「重源上人坐像」（国宝）が祀られている。運慶の作とする説もあり、鎌倉時代の彫刻に顕著なリアリズムの傑作として名高い。浄土寺（播磨別所、重要文化財。天福2年（1234年）東大寺像の模作）、新大仏寺（伊賀別所、重文）、阿弥陀寺（周防別所、重文）にも重源上人坐像が現存する。

## 大原問答
文治2年（1186年）、天台僧の顕真が法然を大原勝林院に招請し、そこで法然は浄土宗義について顕真、明遍、証真、貞慶、智海、重源らと一昼夜にわたって聖浄二門の問答を行った。これを「大原問答」と呼んでいる。念仏すれば誰でも極楽浄土へ往生できることを知った聴衆たちは大変喜び、三日三晩、断えることなく念仏を唱え続けた。なかでも重源は翌日には自らを「南無阿弥陀仏」と号し、法然に師事した。

## 著作

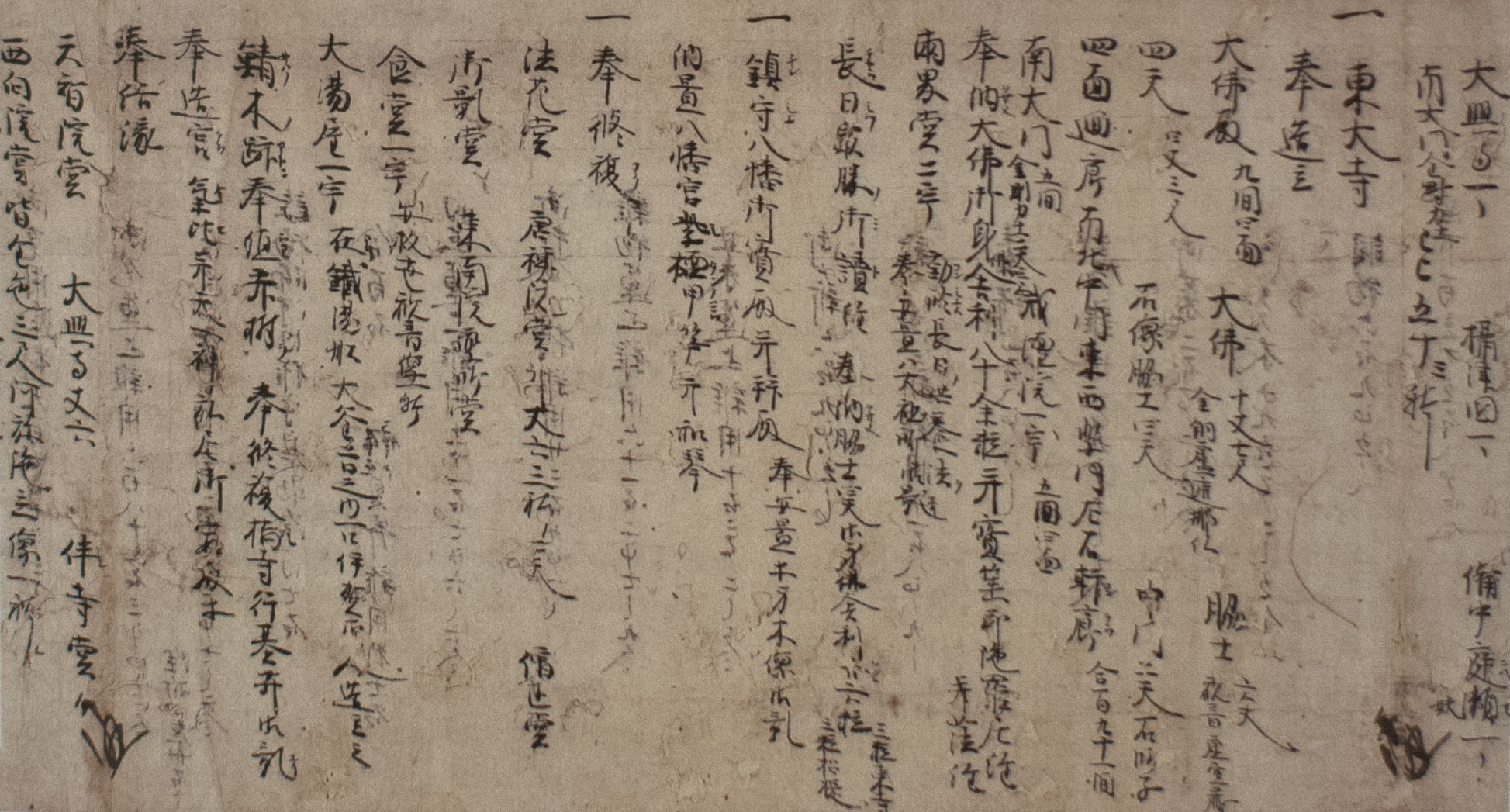
南無阿弥陀仏作善集（部分）

重源は自らの異名を「南無阿弥陀仏」と号した。建仁3年（1203年）ごろに自らの作善をまとめた『南無阿弥陀仏作善集』（東京大学史料編纂所蔵）を記している。内容は、東大寺や各地の別所における伽藍・仏像造営の記録に始まり、阿育王寺への材木輸送や、若き日の山林修行、人々に「安阿弥陀仏」のような阿弥陀仏号を授けたことなどが記されている。今日、一部で戒名に阿弥陀仏をつけるようになったのは重源の普及によるともいわれる。なお、この紙背には、重源が東大寺復興の財源として、朝廷から知行国として賜った備前国の麦収納について記されており、重源の国務掌握をよく物語っている。

## 大仏殿のその後

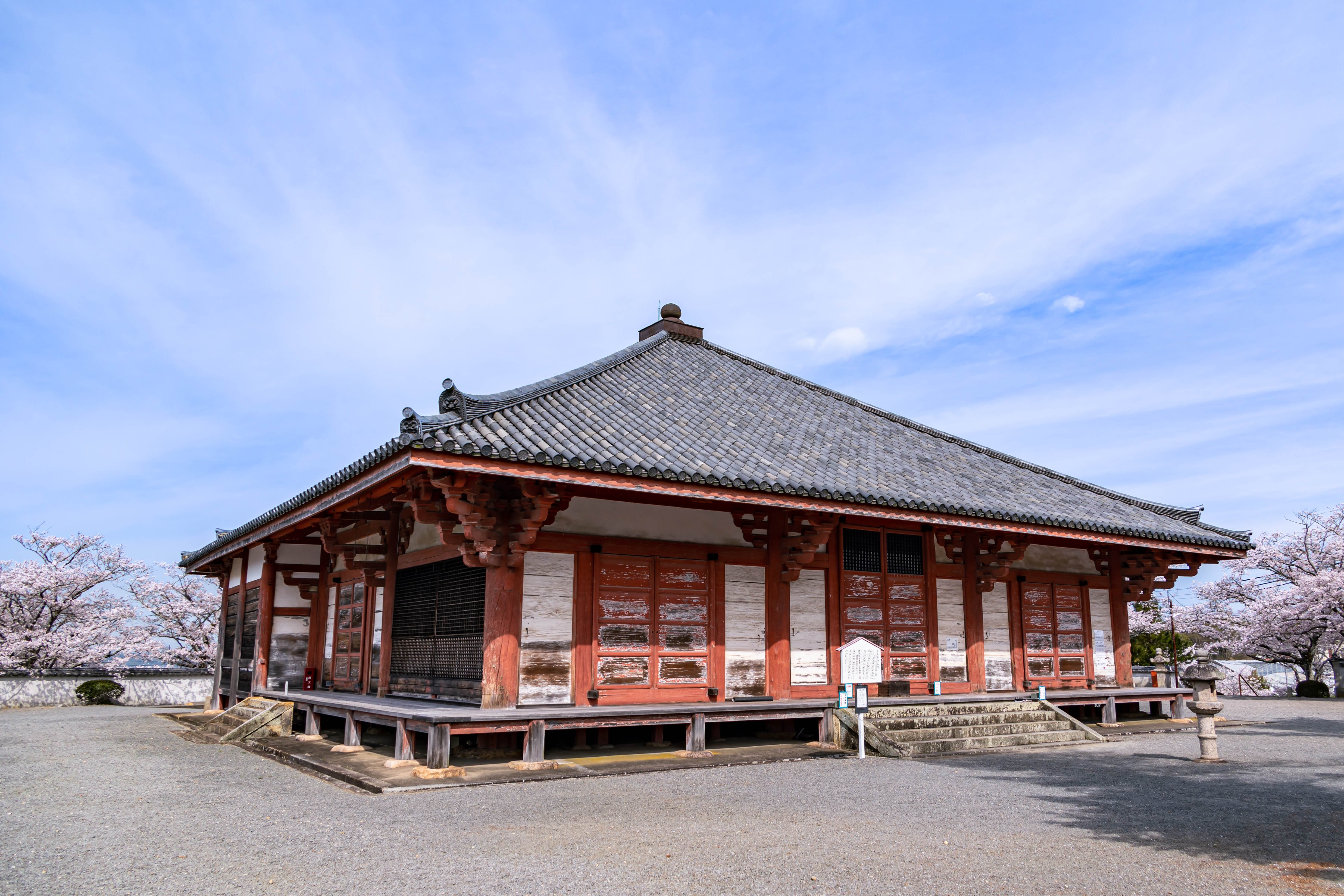
浄土寺浄土堂（阿弥陀堂、国宝）

重源が再建した東大寺2代目大仏殿は戦国時代の永禄10年（1567年）、三好三人衆との戦闘で松永久秀によって再び焼き払われてしまった。豊臣秀吉は焼損した東大寺に代わる新たな大仏を発願し、方広寺大仏（京の大仏）及び大仏殿が造立されたが、大仏殿の建築様式については、かつての東大寺2代目大仏殿を参考にしたと文献記録に残る（すなわち大仏様建築であった）。
現在の東大寺大仏殿は江戸時代の宝永年間の再建で、天平創建・鎌倉再建の大仏殿に比べて平面規模が縮小されている。

### 遺構
- 現代の東大寺には重源時代の遺構として南大門、開山堂、法華堂礼堂（法華堂の前面部分）が残っている。
- 建久8年（1197年）、播磨の別所に建造られた浄土寺浄土堂（兵庫県小野市）は現存しており国宝に指定されている。
- 京都市の醍醐寺経蔵は建久6年（1195年）に重源が建立したものであったが、昭和14年（1939年）に周囲の山火事が類焼し焼失した。

## 大仏様

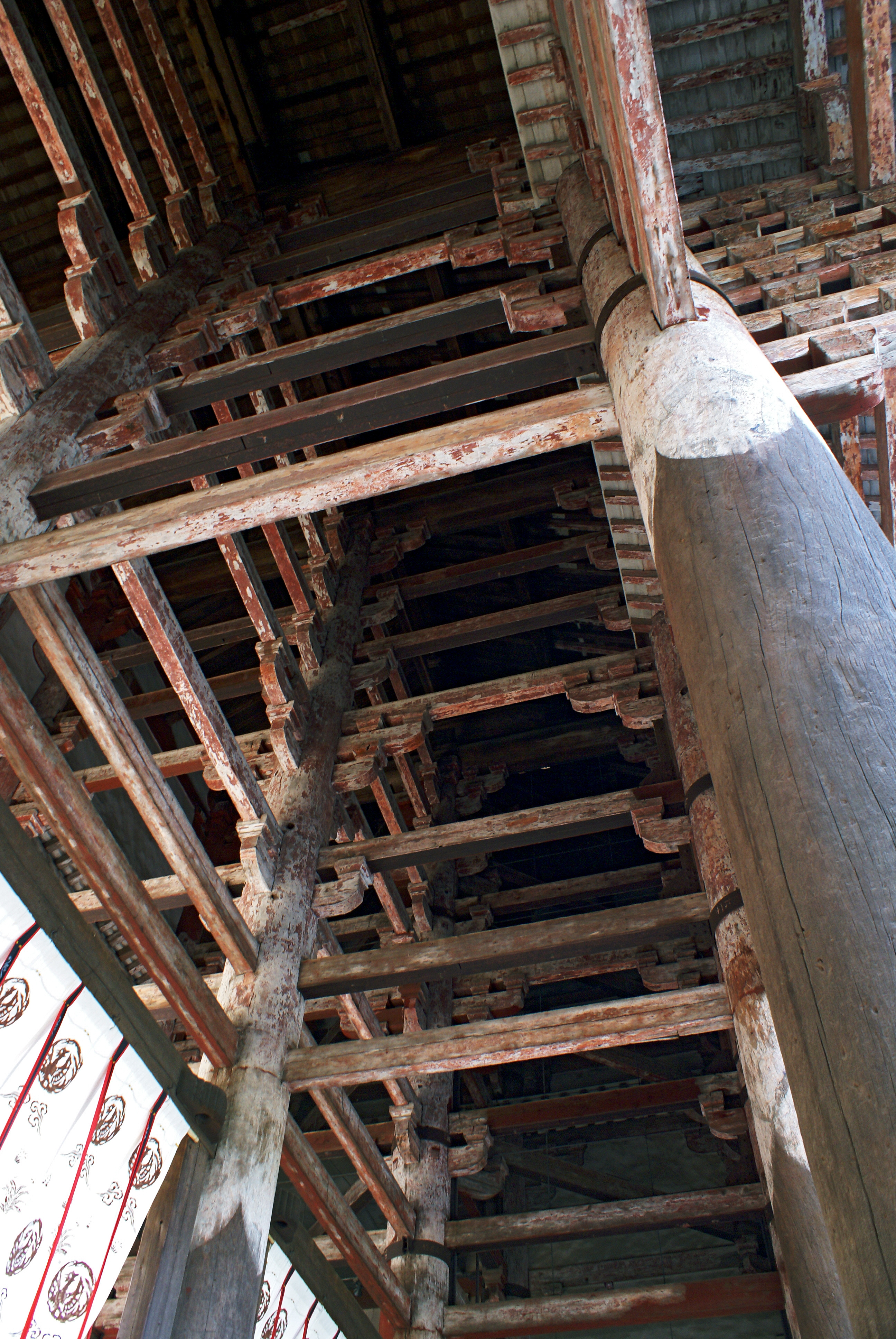
東大寺南大門

重源が再建した大仏殿などの建築様式はきわめて独特なもので、かつては「天竺様（てんじくよう）」と呼ばれていたが、インドの建築様式とは全く関係が無く紛らわしいため、現在の建築史では一般に「大仏様」（だいぶつよう）と呼んでいる。
当時の中国（南宋）の福建省あたりの様式に通じるといわれている。日本建築史では飛鳥、天平の時代に中国の影響が強く、その後、平安時代に日本独特の展開を遂げていたが、再び中国の影響が入ってきたことになる。構造的には貫（ぬき）といわれる水平方向の材を使い、柱と強固に組み合わせて構造を強化している。また、貫の先端には繰り型といわれる装飾を付けている。

## 関連作品
小説
- 高橋直樹『悪党重源 中世を創った男』（文藝春秋、2010年）

マンガ・アニメ
- 『ねこねこ日本史』（Eテレ、声：島﨑信長）